# 青蛙王国
《青蛙王国》（英語：The Frog Kingdom）是由申奈舜执导及编剧的2013年中国动画喜剧电影，由狮门娱乐發行。2013年12月28日在中華人民共和國首映。

## 劇情
青蛙公主秘密参加青蛙奥运会，以赢得自己的婚姻。

## 外部連結
- 互联网电影数据库（IMDb）上《青蛙王国》的资料（英文）
- 爛番茄上《青蛙王国》的資料（英文）
- 豆瓣电影上《青蛙王国》的資料 （简体中文）